# Dabóczi Kálmán
Dabóczi Kálmán (Mohács, 1970. október 22. –) magyar jogi szakokleveles közgazdász, vállalatvezető, a Budapesti Közlekedési Központ vezérigazgatója 2015 és 2019 között.

## Élete
Az érdi Vörösmarty Mihály Gimnáziumban érettségizett 1989-ben, majd a Budapesti Közgazdaságtudományi Egyetem Gazdálkodási Karán management (vezetésszervezés) fő szakirányán szerzett diplomát 1994-ben. 1997-ben alapítója és 2006-ig társszerkesztője volt a Kindler József nevéhez köthető Kovász című, a közgazdasági egyetemen megjelenő globalizációkritikus társadalmi-közgazdasági folyóiratnak. Második diplomáját az Eötvös Loránd Tudományegyetem Jogi Továbbképző Intézetében kapta 1997-ben, majd a Budapesti Közgazdaságtudományi és Államigazgatási Egyetem management PhD programjában vett részt, ahol 2000-ben a gazdálkodástudományok doktora fokozatát szerezte meg.
2006 és 2014 között a Nemzeti Fejlesztési Minisztérium infrastruktúráért felelős államtitkárságán dolgozott főosztályvezetőként, majd tanácsadóként, emellett 2011-től a Közlekedéstudományi Intézethelyettes vezetője, a közlekedéstudományi üzletág igazgatója volt. Kákosy Csaba minisztersége idején, 2008 januárjában bekerült a MÁV-START Zrt. igazgatóságába, 2009-től alelnökként a MÁV Zrt. felügyelőbizottságának tagja volt, ekként részt vett a MÁV szervezeti átalakításában 2010-ig. 2007 és 2009 között a Kisalföld Volán, 2007 és 2010 közt a Volánbusz Zrt. igazgatóságának tagja volt.
Vitézy Dávid menesztését követően 2015. január 1-től lett a Budapesti Közlekedési Központ vezérigazgatója.  Posztjára 2019. január 24-én Nemesdy Ervin került. 2018-tól a Hetvenkét Tanítvány Mozgalom elnöke.
Hívő katolikus, hét gyermeke van.